# Ruth Kestenberg-Gladstein
Ruth Kestenberg-Gladstein (hebräisch רות קסטנברג-גלדשטיין; geboren 25. Oktober 1910 in Berlin; gestorben Januar 2002 in Haifa) war eine deutsch-israelische Historikerin.

## Leben
Ruth Kestenberg war die ältere Tochter des Musikers Leo Kestenberg und der Grete Kussel (1881–1969). Ihre Schwester Rachel (Raquel Dorothea Vieira da Cunha, 1918–1996) wurde in den USA Psychoanalytikerin. 
Kestenberg engagierte sich als Jugendliche im zionistischen Brith Haolim und lebte zur Vorbereitung auf die Alija im Jahr 1929 im Kibbuz Cheruth bei Hameln. Nach der Machtübergabe an die Nationalsozialisten 1933 emigrierte sie in die Tschechoslowakei und wurde in Prag mit einer Dissertation promoviert, die noch auf eine Anregung ihres Frankfurter Lehrers Ernst Kantorowicz zurückging. Sie arbeitete von 1935 bis 1938 für die Gesellschaft für die Geschichte der Juden in der ČSR. 1936 veröffentlichte sie den ersten Band ihrer Forschungsergebnisse über die Geschichte der Juden in Böhmen im Spätmittelalter. Kestenberg floh 1939 nach Palästina. Sie arbeitete dort als Assistentin von Esther Smoira (1889–1951), die eine Geschichte der israelischen Frauenorganisationen vorbereitete. Sie heiratete Tunia Mordochej Gladstein (1904–1970), Direktor der Bibliothek des Technion in Haifa. Die 1945 geborene Verhaltensforscherin Rachel Epstein ist ihre Tochter.
Von 1970 bis 1977 war Kestenberg-Gladstein Dozentin für jüdische Geschichte, insbesondere der jüdischen Geschichte im Mittelalter, an der Universität Haifa. 1979 erhielt sie eine Professur für jüdische Geschichte an der Hebräischen Universität Jerusalem.

## Schriften (Auswahl)

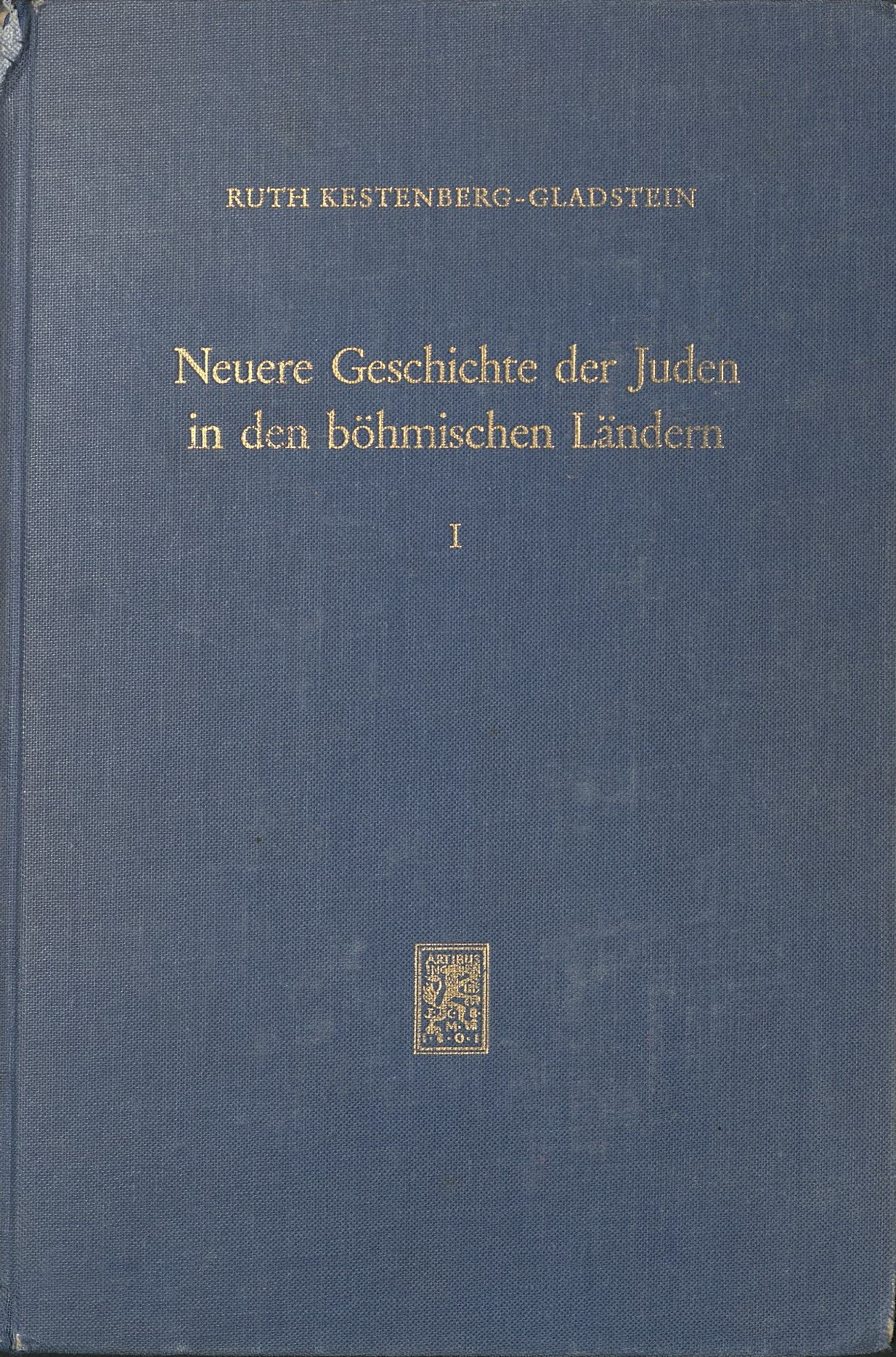

- Das Dritte Reich : prolegomena zur Geschichte eines Begriffes. In: Bulletin des Leo Baeck Instituts, v.5, 1962
- Neuere Geschichte der Juden in den böhmischen Ländern. Das Zeitalter der Aufklärung 1780–1830. Tübingen : Mohr, 1969
- Neuere Geschichte der Juden in den böhmischen Ländern. Heraus aus der "Gasse" 1830–1890 . Münster : Lit, 2002 (postum herausgegeben von Dorothea Kuhrau-Neumärker)